# جيمي إيسون
جيمي إيسون (بالإنجليزية: Jamie Eason)‏ هي عارضة أمريكية، ولدت في 10 أبريل 1976 في هيوستن في الولايات المتحدة.